# Yves Montand
Yves Montand (Monsumagno, Toskana, 13. listopada 1921. – Senlis, Oise, Francuska, 9. studenog 1991.). Rođen kao Ivo Livi ,  francuski šansonijer i glumac.

## Životopis
Montand je podrijetlom Talijan, sin siromašnih talijanskih emigranata koji su se pred naletom fašizma 1924. nastanili u Marseilleu. Karijeru započinje u lokalu Alcatraz u Marseilleu, gdje 1938. pjeva pjesme Treneta, Chevaliera, Fernandela te kaubojske pjesme i drugo. Nakon burnih ratnih godina stigao je u Pariz i 1944. upoznao Édith Piaf koja ga je skrenula s dotadašnjeg repertoara i odgajala kao šansonijera, ubrzo jednog od najvrsnijih druge polovice 20. stoljeća. Iako samo interpret pjesama, bio je kompletna nadahnuta ličnost — glumac, plesač, pjevač i zabavljač. Njegov šarm, ljepota i dubina interpretacije te zanosni temperament ostali su do danas nenadmašni. Njegov ugodan glas i perfektan scenski nastup, te interpretacija uvijek vrlo kvalitetnih pjesama doista su ga pretvorili u pravu instituciju francuske šansone.
Recital u L`Étoileu 1946. bio je pravom prekretnicom u njegovu životu. Trajao je neprekidno sedam tjedana i bio je pravi trijumf glazbenih pozornica. Bio je to njegov prvi samostalni nastup, a već od 1953. do 1954. pravi svoje slavne šansonijerske predstave One Man Show, u kojima ga nitko neće nadmašiti. Osim ležernosti i zabavnog karaktera jednog Chevaliera, Montand na scenu unosi i onu najvažniju komponentu šansone, kvalitetu teksta i nadahnutu interpretaciju pjesnika. Godine 1946. susreo se sa slavnim režiserom Marcelom Carnetom i pjesnikom Jacquesom Prévertom, što će biti još jednim prijelomnim dogođajem u životu. Postat će sjajan filmski glumac i najsuptilniji interpret poezije u šansoni. Nenadmašne su mu interpretacije Jacquesa Préverta (Barbara, Les feuilles mortes).
Godine 1949. upoznaje glumicu Simone Signoret koja će mu ubrzo postati ženom i biti s njim do kraja života. Nakon što je 1965. izdao posljednji album i 1968. trijumfalno nastupio u Olympiji, napustio je glazbenu scenu, kao što je to godinu dana prije (1967.) načinio Jacques Brel i potpuno se posvetio filmu. 